# 生駒正種
生駒 正種（いこま まさたね）は、江戸時代初期の大名の武士。讃岐高松藩の家老。生駒家の一門。生駒将監の子。通称は帯刀（たてわき）。

## 生涯
讃岐高松藩首席家老・生駒将監の子として誕生。
元和7年（1621年）に藩主・生駒正俊が死去して幼年の嫡男・高俊が家督を継ぐと、その母方の縁戚である藤堂家（藤堂高虎・高次父子）が後見役となった。そして、将監父子の影響力を削ぐため自らの家臣・前野助左衛門と石崎若狭を生駒家の江戸詰の重臣に据えた。
寛永10年（1633年）に父・将監が病死すると家督を継ぐが、前野により家老職を免職となった。逆に前野と石崎は権勢を奮い、専横が目立つようになり、これに不満を持つ一門譜代の家臣たちは、帯刀を説き立て、前野らの非違を親類へ訴えることになった。これが生駒騒動の発端である。
寛永14年（1637年）7月、生駒帯刀は江戸へ出て藤堂家の藩邸へ行き、訴状を差し出した。訴状を受け取った藤堂高次は容易ならぬことと思い、土井利勝や生駒家縁戚の脇坂安元と相談し、穏便に済ますよう帯刀を説諭して国許へ帰らせた。しかし家中の対立は収まらず、寛永15年（1638年）10月、帯刀は再び高次に前野と石崎を厳しく裁くよう訴え出た。国許にあった高次は帯刀を津に呼び、家中の不和が続くようではお家滅亡になると諭して帰した。寛永16年（1639年）5月、高次は一件を収拾するため喧嘩両成敗として、双方の主だった者5人に前野、石崎および国許から帯刀を藤堂藩邸に呼んで説得し、彼らは切腹することを承知した。帯刀は藤堂家の領地の伊賀国へ退いた。
ところが、帯刀派は忠義の者が同罪というのはおかしいと、江戸にいる藩主・高俊に帯刀らの助命を訴えた。それまでの顛末を知らない高俊は驚き、藤堂家に抗議したため高次は遂に後見職から手を引いた。これにより、帯刀は国許に帰った。一方、この変更に驚いた前野と石崎は切腹をやめ、老中・稲葉正勝を介して江戸幕府に訴状を提出、武装して一族郎党が国許から退去するという大騒動に発展した。
幕府の詮議により、前野・石崎派は武装して立ち退いたことなど幕府の心象が悪く、4人が切腹、また多くの者が処刑となったのに対して、帯刀派に対しては生駒帯刀は主人に対して忠心あるとして出雲国松江藩にお預け、その他の者も諸大名家へお預けとなった。藩主の生駒高俊は出羽国へ流罪となり、堪忍料として矢島1万石を与えられた。
松江藩にお預けとなった帯刀だったが、前野・石崎派で、処刑された飯尾兼友の甥、飯尾兼晴の仇討ちを受け、松江藩家老乙部可正邸で命を終える。墓所は香川県高松市の弘憲寺。